# 探偵趣味の会
探偵趣味の会（たんていしゅみのかい）は、1925年（大正14年）4月に設立された探偵小説ファンの親睦団体、かつ探偵作家団体である。機関誌『探偵趣味』（1925年9月 - 1928年9月、全34輯）を発行した。

## 沿革

### 結成
1925年（大正14年）4月頃、当時、大阪毎日新聞社会部副部長だった星野龍猪（筆名・春日野緑）が、大阪在住の江戸川乱歩に結成を提案し、星野から大阪毎日新聞関係者、乱歩から神戸在住の横溝正史・西田政治らに呼びかけて結成された。このほか京都の山下利三郎、名古屋の小酒井不木・本田緒生、東京の甲賀三郎らが参加している。乱歩は『探偵小説四十年』で「今の探偵作家クラブと大体同じ性格」としているが、会員は作家や翻訳家に限定されておらず、新聞・雑誌記者やファンにも広く門戸の開かれた団体であった。
会則では、「事業」として以下のことが掲げられていた。
1. 犯罪及探偵に関する研究と其発表
2. 探偵小説の創作と翻訳と批評
3. 探偵趣味講演会開催
4. 探偵もの活動写真の鑑賞
5. 犯罪及探偵に関する各種施設の見学
6. 会員の作品を各雑誌へ紹介
7. 機関雑誌の発行[5]

会費は1月あたり50銭であった。
1925年4月11日、第一回趣味の会の例会を大毎講堂で開催。以後、毎月1回、講演と映画の会が開催された。同年10月25日には六甲苦楽園で渡瀬淳子一座による「探偵ページェント」を開催している。

### 機関誌『探偵趣味』
設立当初は、春日野の友人が発行していたタブロイド判の週刊紙『サンデー・ニュース』に会報が掲載されていた。その後、1925年9月に機関誌『探偵趣味』が創刊された。発行元は大阪のサンデー・ニュース社であった。第4輯（1926年1月号）から東京の春陽堂が赤字覚悟で発行を引き受け、一般書店でも販売されるようになる。
創刊当初、編集は同人の持ち回り制であった。各号の担当は以下の通りである。
1. 江戸川乱歩（1925年9月）
2. 春日野緑（1925年10月）
3. 小酒井不木（1925年11月）
4. 西田政治（1926年1月）
5. 甲賀三郎（1926年2月）
6. 村島帰之（1926年3月）
7. 延原謙（1926年4月）
8. 本田緒生（1926年5月）
9. 巨勢洵一郎（1926年6月）
10. 牧逸馬（1926年7月）
11. 横溝正史（1926年8月）

第12輯（1926年10月号）から編集当番制を廃止し、小酒井不木・甲賀三郎・江戸川乱歩の3人による共同編集を謳ったが、実際に編集を担当していたのは水谷準であった。乱歩によれば、発行部数は最大で5000 - 6000部程度だったという。
乱歩は、『探偵小説四十年』の中で、1926年（大正15年）11月当時の同人として以下のメンバーを挙げている。
浅田一 浅野玄府 江戸川乱歩 大下宇陀児 大野木繁三郎 小流智尼（一条栄子） 春日野緑 片岡鉄兵 川口松太郎 川田功 神部正次 国枝史郎 甲賀三郎 小酒井不木 巨勢洵一郎（巨勢詢一郎） 島田美彦 城昌幸 白井喬二 妹尾韶夫 高田義一郎 田中早苗 地味井平造 角田喜久雄 西田政治 延原謙 土師清二 羽志主人（羽志主水） 長谷川伸 久山秀子 平林初之輔 福田正夫 保篠龍緒 本田緒生 牧逸馬 正木不如丘 松野一夫 水谷準 村島帰之 森下雨村 山下利三郎 山本禾太郎 夢野久作 横溝正史 吉田甲子太郎
このほかの出版活動として、1926年には「探偵趣味叢書」を企画、春日野緑『秘密の鍵』（サンデー・ニュース社、1926年）などを刊行。また、1926年から1929年（昭和4年）まで、春陽堂から年度別アンソロジー『創作探偵小説選集』（1925年版 - 1928年版、全4輯）を刊行している。
しかし、探偵小説がブームとなり、発表媒体が増えたことで、かえって同人誌である『探偵趣味』への寄稿は減っていった。1928年（昭和3年）9月、浅川棹歌への編集長交替と平凡社への移籍が告知されるが、これは実現せず、そのまま廃刊となった。
乱歩は後年、平凡社版『江戸川乱歩全集』（1931年 - 1932年、全13巻）出版に際し、その別冊付録として、『探偵趣味』の題号を流用した小雑誌『探偵趣味』を発行している。

### 関西メンバーの活動と同人誌『猟奇』
1926年から『探偵趣味』の発行が東京に移り、また同年に江戸川乱歩が上京すると、関西に残った春日野緑・山下利三郎・本田緒生らは、独自の活動を始める。春日野らは、まず『映画と探偵』（映画と探偵社、1925年12月創刊）を「探偵趣味の会推薦雑誌」とした。これが約半年で廃刊になると、1926年10月に「京都探偵趣味の会編輯」を謳った『探偵・映画』（共同出版社）を発行。これも短命に終わったのち、1928年5月、同人誌『猟奇』（Mystery Hunters, 猟奇社）を創刊した。同誌は当時の探偵文壇に対して歯に衣着せぬ批判を展開した匿名コラムで知られ、1932年（昭和7年）5月号までの刊行が確認されている。